# Natori
Natori (名取市?) è una città giapponese della prefettura di Miyagi.